# Округ Адамс (Илиноис)
Округ Адамс (енгл. Adams County) је округ у америчкој савезној држави Илиноис.

## Демографија
По попису из 2010. године број становника је 67.103, што је 1.174 (-1,7%) становника мање 2000. године.
| Група             | 2000.          | 2010.          |
| Белци             | 64.611 (94,6%) | 62.414 (93,0%) |
| Афроамериканци    | 2.094 (3,1%)   | 2.331 (3,5%)   |
| Азијати           | 272 (0,4%)     | 441 (0,7%)     |
| Хиспаноамериканци | 567 (0,8%)     | 776 (1,2%)     |
| Укупно            | 68.277         | 67.103         |